# Chaetophthalmus longimentum
Chaetophthalmus longimentum är en tvåvingeart som beskrevs av Cantrell 1985. Chaetophthalmus longimentum ingår i släktet Chaetophthalmus och familjen parasitflugor. Inga underarter finns listade i Catalogue of Life.